# Saltoposuchus
Saltoposuchus var ett släkte reptiler som levde under yngre trias (norium) i Europa. Saltoposuchus var troligen en tidig krokodil fast den inte var längre än en meter.